# Marcelo Méndez (piłkarz)
Marcelo Fabián Méndez Russo (ur. 10 stycznia 1981 w Montevideo) – urugwajski piłkarz występujący na pozycji środkowego obrońcy, trener piłkarski, od 2025 roku prowadzi Montevideo City Torque.